# Ian Gillan
Ian Gillan (* 19. srpna 1945 Londýn) je britský zpěvák, známý především jako člen hardrockové skupiny Deep Purple a také díky ročnímu působení v Black Sabbath. Zpíval také roli Ježíše Krista na původní nahrávce rockové opery Andrew Lloyda Webbera Jesus Christ Superstar.

## Kariéra

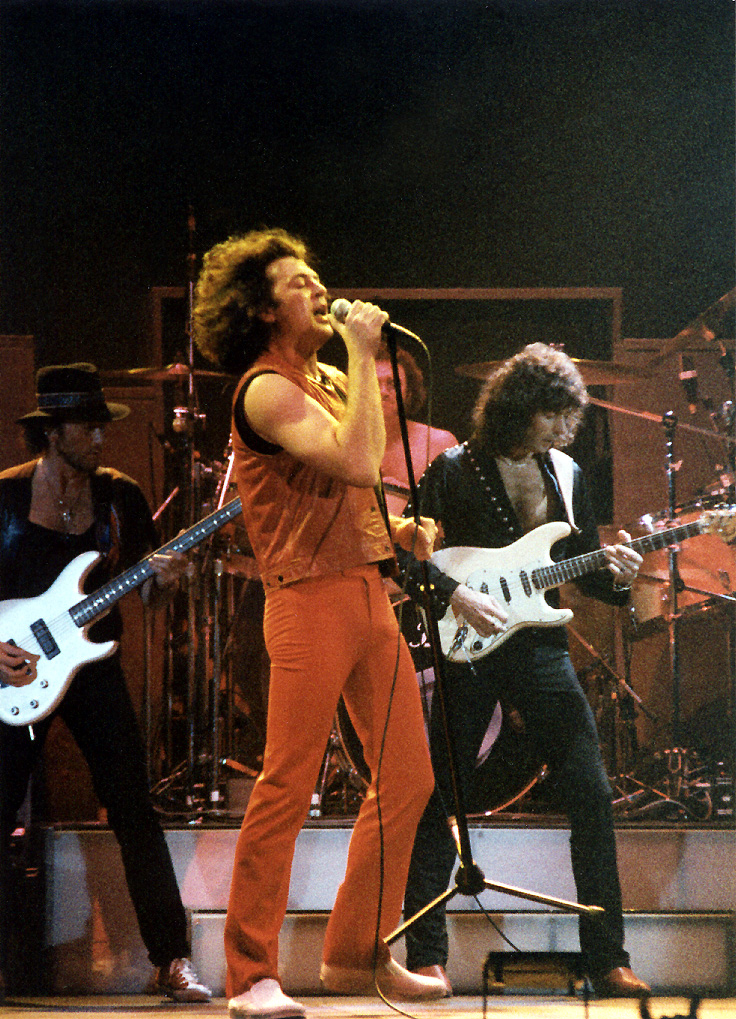
Hudební skupina Deep Purple v roce 1985.

Narodil se v Chiswick Maternity Hospital v Londýně. Jeho otec Bill byl skladníkem v londýnské továrně, pocházel z Govanu v Glasgow a školu opustil ve věku třinácti let, zatímco jeho matka Audrey pocházela z hudební rodiny jako nejstarší ze čtyř dětí a její otec byl operní zpěvák a amatérský pianista.
Ian Gillan byl v letech 1969–1973 členem Deep Purple a zpíval na slavných albech Fireball a Machine Head. V této době také nahrál part Ježíše Krista na koncepční dvojalbum Lloyd Webberovy rockové opery Jesus Christ Superstar.
Po odchodu z Deep Purple se stáhl z hudebního světa a vrhl se do světa obchodu, ale neúspěšně. Povzbuzen vřelým přijetím na Butterfly Ball v roce 1975 se rozhodl pokračovat v pěvecké kariéře a založil Ian Gillan Band (1975–1978). Zvuk kapely původně tíhl k výraznému jazz-rocku, avšak nebyl příliš populární, a tak byl nahrazen tvrdším hardrockovým zvukem, přičemž Gillan obměnil sestavu a zkrátil název kapely na Gillan (1978–1983). Na britské žebříčky se vrátil s vydáním alba Mr. Universe a po několika dalších změnách sestavy vydal řadu hitů a úspěšných alb, například Glory Road, Future Shock, Double Trouble a nakonec Magic.
Poté kapelu rozpustil s tím, že jeho poškozené hlasivky potřebují odpočinek. V roce 1983 se stal členem Black Sabbath a nahrál s nimi album Born Again. Krátce po ukončení turné k albu na začátku roku 1984 se připojil ke znovu sjednoceným Deep Purple. V roce 1989 je opět opustil, ale vrátil se o tři roky později, v roce 1992 a od té doby zůstává členem.
V dubnu 2006 vydal CD a DVD Gillan's Inn dokumentující jeho čtyřicetiletou kariéru. Vystupují na něm Tony Iommi, Jeff Healey, Joe Satriani a současní či bývalí členové Deep Purple Jon Lord, Roger Glover, Ian Paice, Don Airey a Steve Morse. Album obsahuje vybrané a znovu nahrané skladby od Deep Purple, Black Sabbath a některé ze sólové kariéry. Gillan také oznámil, že alba z jeho sólové kariéry opět vyjdou, a to na konci roku 2006 u Demon Record Company.

## Diskografie

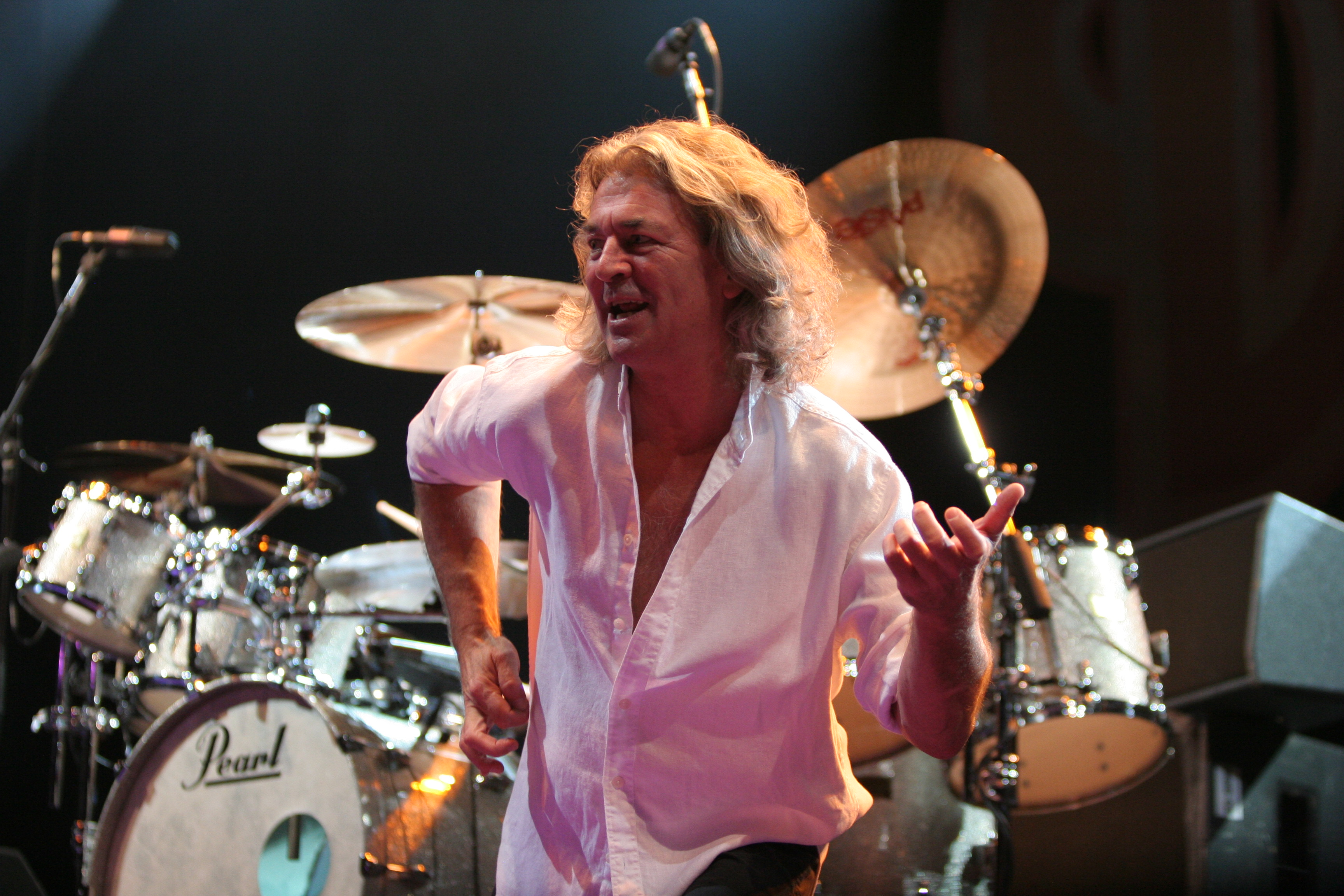
Ian Gillan při koncertě

### Deep Purple

#### Studiová alba
- Deep Purple in Rock (1970)
- Fireball (1971)
- Machine Head (1972)
- Who Do We Think We Are (1973)
- Perfect Strangers (1984)
- The House of Blue Light (1987)
- The Battle Rages On… (1993)
- Purpendicular (1996)
- Abandon (1998)
- Bananas (2003)
- Rapture of the Deep (2005)
- Now What?! (2013)

#### Živá alba
- Concerto for Group and Orchestra (1969)
- Made in Japan (1972)
- Deep Purple in Concert – BBC Radio sessions 1970/1972 (1980)
- Scandinavian Nights – Live in Stockholm 1970 (1988)
- Nobody's Perfect (1988)
- In the Absence of Pink – Knebworth '85 (1991)
- Gemini Suite Live '70 (1993)
- Come Hell or High Water (1994)
- Live at the Olympia '96 (1997)
- Total Abandon – Live in Australia '99 (1999)
- Live at the Royal Albert Hall – Concerto's 30th Anniversary (2000)
- Live at The Rotterdam Ahoy (2001)
- Live in Europe '93 (2006)

### Se skupinou Gillan
- Gillan: The Japanese Album (1978)
- Mr. Universe (1979)
- Glory Road (1980)
- Future Shock (1980)
- Double Trouble (1981)
- Magic (1982)

### Black Sabbath
- Born Again (1983)

### S Rogerem Gloverem
- Accidentally On Purpose (1988)

### Se skupinou Garth Rockett & the Moonshiners
- Garth Rockett & The Moonshiners Live At The Ritz (1990)

### Ian Gillan
- Naked Thunder (1991)
- Toolbox (1992)
- Cherkazoo And Other Stories – '73/'75 solo sessions (1992)
- Dreamcatcher (1998)
- Gillan's Inn (2006)
- Live In Anaheim (2008) 2 CD, 1 DVD – záznam z Gillan’s Inn Tour 2006 v USA a Kanadě
- One Eye To Morocco (2009)

### Se skupinou The Javelins
- Sole Agency And Representation (1994)

### Ostatní
- Jesus Christ Superstar (1970)